# Мамазулунов, Муйдин
Муйдин Мамазулунов (22 января 1984, Курган-Тюбе, Таджикская ССР) — узбекистанский футболист, нападающий.

## Биография
Воспитанник таджикистанского футбола. В молодом возрасте переехал в Узбекистан, где получил гражданство и выступал за резервный состав ферганского «Нефтчи». Также в начале карьеры выступал за клубы низших лиг Узбекистана. В 2006 году вместе с группой узбекских игроков провёл полсезона в клубе высшей лиги Кыргызстана «Шахтёр» (Кызыл-Кия).
В 2008 году стал лучшим бомбардиром первой лиги Узбекистана в составе клуба «Олимжон Акбаров» (Яйпан), забив 23 мяча. После этого перешёл в клуб высшего дивизиона «Алмалык», играя за него в 2009 году вошёл в топ-10 спора бомбардиров чемпионата (12 голов), а в 2011 году стал вторым бомбардиром чемпионата (16 голов). Также в 2009 году со своим клубом стал обладателем Кубка Федерации футбола Узбекистана.
С 2012 года сменил ещё 8 клубов высшей лиги, нигде не задерживаясь более чем на сезон, а в основном проводил по полсезона. В 2013 году, играя за «Алмалык» и «Гулистан», забил 11 голов за сезон и занял шестое место в споре бомбардиров. Серебряный призёр чемпионата Узбекистана 2015 года в составе ташкентского «Локомотива». В 2018 году подписал контракт с клубом первой лиги «Динамо» (Самарканд).